# فضاء متجهي معياري

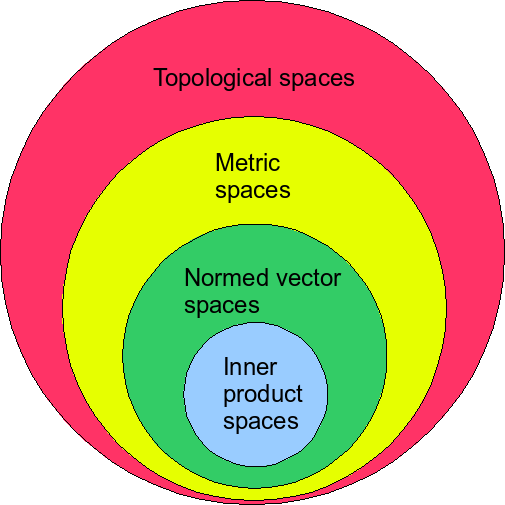
تسلسل هرمي للفضاءات الرياضية.الفضاءات المتجهية المعيارية هي مجموعة شاملة من فضاءات الجداء الداخلية ومجموعة فرعية من الفضاءات المترية، والتي تعد بدورها مجموعة فرعية من الفضاءات الطوبولوجية.

الفضاء المتجهي المعياري هو فضاء اتجاهي عُرفت عليه دالة المعيار.
كل فضاء معياري هو فضاء متري ولكن العكس قد لا يتحقق.

## تعريف
الفضاء المتجهي المعياري هو زوج (V، ‖·‖ ) حيث V هو فضاء متجهي و ‖·‖ معيار على V.
الفضاء المتجهي نصف المعياري هو زوج (p ،V) حيث V هو فضاء متجهي و p نصف معيار على V.
{\displaystyle \|x-y\|\geq |\|x\|-\|y\||} مهما كانت المتجهتين x و y.
هذا يدل على أن دالة المعيار هي دالة متصلة.